# Vu, cesar Hana
Cesar Vu (kitajsko: 漢武帝), rojen kot Liu Če (劉徹) in z vljudnostnim imenom Tong (通), je bil sedmi cesar dinastije Han, ki je vladal od 141 do 87 pr. n. št., * 9. marec 156 pr. n. št., † 29. marec 87 pr. n. št.
Njegova vladavina je trajala 54 let in bila najdaljša v dinastiji Han. Njegov rekord je podrl šele cesar Kangši več kot 1800 let pozneje. Med njegovo vladavino se je zelo razširil geopolitični vpliv na kitajsko civilizacijo in razvila močna centralizirana država. Na področju zgodovinskih družbenih in kulturnih študij je cesar Vu znan po svojih verskih inovacijah in pokroviteljstvu pesniške in glasbene umetnosti, vključno z razvojem cesarskega glasbenega urada v prestižno ustanovo. Med njegovo vladavino se je kulturni stik Kitajske z zahodno Evrazijo neposredno in posredno močno povečal. 
Med Vujevo vladavino je cesarstvo Han doživelo največjo ozemeljsko širitev. Na njegovem vrhuncu so se meje cesarstva raztezale od Ferganske doline na zahodu, do severne Koreje na vzhodu in do severnega Vietnama na jugu. Cesar Vu je uspešno odvrnil nomadske Šjongnuje od sistematičnega napada na severno Kitajsko. Svojega odposlanca Džang Čjana je leta 139 pr. n. št. poslal v zahodne regije , da bi sklenil zavezništvo z Juedži in Kangjuji, kar je povzročilo nadaljnje diplomatske misije v Srednji Aziji. Zgodovinski zapisi ne omenjajo, da bi se zanimal za budizem, temveč poudarjajo njegovo zanimanje za šamanizem. Kulturne izmenjave, ki so bile  posledica misij na zahod, kažejo, da je kljub temu prejel budistične kipe iz Srednje Azije. Slednje dokazujejo upodobitve na freskah v Jamah Mogao. 
Cesar Vu velja za enega največjih cesarjev v kitajski zgodovini zaradi njegovega močnega vodenja in učinkovitega upravljanja, zaradi česar je bila dinastija Han ena najmočnejših držav na svetu. Michael Loewe je vladavino cesarja Vuja označil za vrhunec modernističnih (klasično utemeljenih legalističnih) politik. Cesar Vu je kljub vzpostavitvi avtokratske in centralizirane države sprejel načela konfucijanstva kot državno filozofijo in etični kodeks svojega imperija ter ustanovil šolo za poučevanje bodočih upraviteljev o konfucijanskih klasikih. Te reforme so imele trajen učinek ves čas obstoja cesarske Kitajske in ogromen vpliv na sosednje civilizacije. 

## Biografija

### Zgodnja leta
Liu Če je bil enajsti sin Liu Čija, najstarejšega živečega sina hanskega cesarja Vena. Njegova mati Vang Dži je bila sprva poročena z meščanom po imenu Džin Vangsun in z njim imela hčerko. Njena mati Dzang Er, vnukinja princa Dzang Tuja, je Vang Dži na silo ločila od moža in jo poročila s tedanjim prestolonaslednikom Liu Čijem. Na dan Liu Čijevega pristopa na prestol je Vang Dži rodila princa Liu Čija in bila zato povišana v zakonito ženo. 

### Kronski princ
Cesarica Bo, uradna žena cesarja Džinga, je bila brez otrok. Posledično je leta 153 pr. n. št. postal prestolonaslednik Liu Rong,  najstarejši cesarjev sin s priležnico gospo Li. Gospa Li, prepričana, da je njen sin bodoči cesar, je postala arogantna, netolerantna in ljubosumna. Njeno obnašanje je omogočilo soprogi Vang in mlademu Liu Čeju, da pridobita cesarjevo naklonjenost. 
Dvorne spletke gospe Li in njeno vedenje so privedle do tega, da je cesar odstavil njenega sina Liu Ronga s položaja prestolonaslednika in ga leta 150 pr. n. št. izgnal iz Čangana, usmrtil klan ministra, ki ji je pomagal, njo samo pa dal v hišni pripor, kjer je kmalu zatem umrla zaradi depresije. Liu Rong je bil dve leti pozneje aretiran zaradi nezakonitega zasega zemljišč cesarskih svetišč in v priporu naredil samomor. 
Ker je bila cesarica vdova  Bo leta 151 pr. n. št. odstavljena, je cesar Džing štiri mesece kasneje za cesarico postavil soprogo Vang. Sedemletni Liu Če, zdaj pravno najstarejši cesaričin sin, je leta 149 pr. n. št. postal prestolonaslednik. 
Leta 141 pr. n. št. je cesar Džing umrl. Liu Čejeva stara mati Dou je postala  velika cesarica vdova, njegova mati pa cesarica vdova Vang.  

### Zgodnja vladavina in poskus reform
Dinastijo Han je do takrat vodila taoistična ideologija vu vej, ki je zagovarjala gospodarsko svobodo in decentralizacijo vlade. Z močno plemensko zvezo Šjongnujev na severu je vzdrževala krhek mir. Takšna politika je bila zelo pomembna za gospodarsko okrevanje po državljanski vojni po dinastiji Čin, vendar je imela svoje pomanjkljivosti: izgubo denarne regulacije in političnega nadzora s strani centralne vlade, kar je fevdalnim vazalnim državam omogočilo, da so postale močne in neobvladane. Stanje je doseglo vrh z  uporom sedmih držav med vladavino cesarja Džinga. Družbeno mobilnost je zaviral tudi nepotizem med vladajočim razredom in spodbudil plemiče, da niso spoštovali zakonov, kar je vodilo do vzpona lokalnih despotov, ki so ustrahovali in zatirali prebivalstvo. Politika prav tako ni zaščitila meja Hana pred nomadskimi napadi. Šjongnuji so med vladavino cesarja Vena prodrli kar 160 km od prestolnice. Med vladavino cesarja Džinga je bilo ugrabljenih ali zasužnjenih več kot 10.000 obmejnih prebivalcev. Ugledna politika Džja Ji in Čao Cuo sta svetovala, da se izpeljejo politične reforme, vendar niti cesar Ven niti cesar Džing nista bila pripravljena tvegati in jih izvesti. 
Za razliko od njiju se mladi in živahni cesar Vu ni sprijaznil s statusom quo in je že leto po pristopu na prestol upošteval nasvete konfucijanskih učenjakov in sprožil ambiciozno reformo, v zgodovini znano kot džjanjuanska reforma, ki je vključevala: 
- uradno potrditev konfucijanstva kot nacionalne filozofije. Pred tem so bili bolj cenjeni libertarni taoistični ideali.
- Prisilno preselitev plemičev nazaj  njihove fevde. V prestolnici Čangan je živelo veliko plemičev, ki so lobirali pri sodnih uradnikih, in ob tem izkoriščali proračun centralne vlade za kritje svojih stroškov, čeprav so že bogateli z obdavčitvijo svojih posesti. Nova politika cesarja Vuja je narekovala, da ne morejo več živeti od vladnega denarja in morajo zapustiti prestolnico, če nimajo utemeljenega razloga, da ostanejo v njej.
- Odstranitev kontrolnih točk, ki jih centralna vlada ni odobrila. Številna gospoda iz vazalnih držav je ob glavnih državnih cestah na svojem ozemlju postavila kontrolne točke, da bi pobirala cestnine in omejavala promet. Cesar Vu je želel lokalnim oblastem odvzeti nadzor nad prevozom in ga vrniti centralni vladi.
- Spodbujanje poročanja o  kriminalnih dejavnosti plemičev in njihovo preganjanje. Plemiči, ki so se ukvarjali z nezakonitimi dejavnostmi, bi morali biti obtoženi in kaznovani, njihovo premoženje ali zemljišča pa bi lahko zaplenila država.
- Zaposlovanje in spodbujanje nadarjenih meščanov na vladnih položajih, da bi se zmanjšal upravni monopol plemiškega razreda.

Reforme cesarja Vuja, ki so ogrozile interese plemičev, je hitro izničila velika cesarica vdova Dou, ki je imela resnično politično moč na dvoru Hana in podpirala konservativne frakcije. Večina reformistov je bila kaznovana. Dva plemiška podpornika cesarja Vuja, Dou Jing  in Tjan Fen, sta izgubila svoje položaje, cesarjeva mentorja Vang Dzang in Džao Van pa sta bila aretirana in v zaporu prisiljena na samomor. 
Cesar Vu, prikrajšan za vse zaveznike, je postalj predmet zarot, tudi v svoji družini, katerih namen je bil njegova odstranitev s prestola. Cesarjeva prva žena, cesarica Čen Džjao, na primer, ni mogla zanositi in mu za ohranitev svojega položaja prepovedala priležnice. Politični sovražniki cesarja Vuja so njegovo pomanjkanje otrok uporabili kot argument za njegovo odstavitev, saj je bila nezmožnost cesarja, da širi kraljevo krvno linijo, resna stvar. Ti sovražniki so želeli Vuja zamenjati z njegovim stricem Liu Anom, kraljem Huajnana, ki je bil znan po poznavanju in zagovarjanju taoistične ideologije. Zaradi napovedi, da mladi cesar ne bo dolgo na oblasti, je tabor je zamenjal celo cesarjev stric Tjan Fen in odkrito iskal Liu Anovo naklonjenost. Politično preživetje cesarja Vuja je postalo zelo odvisno od lobiranja njegove vplivne tete/tašče, princese Guantao (Liu Piao), ki je služila kot posrednica pri iskanju cesarjeve sprave z njegovo močno staro materjo. Princesa Guantao je izkoristila vsako priložnost, da je vplivala na veliko cesarico in nenehno postavljala zahteve v imenu svojega nečaka/zeta. 
Cesarja Vuja, ki je bil tudi sam nezadovoljen zaradi pomanjkanja dediča in razvajenosti cesarice Čen, je dodatno razjezil pohlep njene matere princese Liu Piao, vendar ga je mati,  cesarica vdova Vang, prepričala, naj zaenkrat tolerira cesarico Čen in Liu Piao, češ da  njegova ostarela stara mati fizično propada in bo kmalu umrla. Cesar se je naslednjih nekaj let  pretvarjal, da nima nobenih političnih ambicij, in igral vlogo ubogljivega hedonista, ki se pogosto izmuzne iz prestolnice Čangan, da bi se ukvarjal z lovom in ogledovanjem in se predstavljal kot navaden plemič. 

### Utrditev oblasti
Cesar Vu se je zavedal, da se je na vseh ravneh hanskega dvora ugnezdilo konzervativno plemstvo, zato je spremenil svojo strategijo. Na nižjih ravneh državne uprave je skrivaj rekrutiral krog mladih zvestih privržencev iz preprostih okolij, jih zatem povišal na srednje položaje in nazadnje infiltriral v vodstvene položaje v vladi. Ti novi uradniki, znani kot "notranji dvor",  so sprejemali ukaze in poročali neposredno cesarju Vuju in imeli dejanski vpliv na delovanje vladnih zadev, čeprav so bili na nižjih položajih. Postali so močan nasprotnik "zunanjemu dvoru" treh gospodov (kancler, državni sekretar in poveljnik vojske) in devetih ministrov, večinoma nasprotnikov reform. Cesar Vu je poleg tega po vsej državi razposlal razglase, s katerimi je pozival samonikle učenjake, kot je bil Gongsun Hong, naj vstopijo v vladne službe, s čimer je poskušal prekiniti pritisk plemiškega razreda starejše generacije na vzvode moči v državi. 
Leta 138 pr. n. št. je južna avtonomna država Minjue v današnjem Fudžijanu napadla šibkejšo sosednjo državo Dongov v današnjem Džedžigangu. Ko je kralj Dzuo Dženfu umrl na bojišču, je obupani Dongov iskal pomoč na dvoru Hana. Po burni dvorni razpravi o tem, ali je smiselno vojaško posredovati v tako oddaljeni vazalni državi, je cesar Vu poslal novo povišanega uradnika Jan Džuja v Kuajdži, da mobilizira lokalno garnizijo. Za odobritev  kakršne koli uporabe oboroženih sil, so bili potrebni tudi glasovi (tigri) v pristojnosti velike cesarice vdove Dou. Jan Džu je kot imenovani cesarski veleposlanik to težavo zaobšel tako, da je usmrtil lokalnega vojaškega poveljnika, ki ni hotel ubogati nobenega ukaza, ne da bi preštel tigre, in prisilil guvernerja Kuajdžija, da je mobiliziral veliko mornariško floto. Sile Minueja so se ob pogledu na veliko hansko vojsko umaknile. Umik je vil velika Vujeva politična zmaga, ki je za njegovo posredovanje izločila štetje tigrov. Velika cesarica vdova je bila izločena iz igre, kar pa ni pomenilo izgube njenega vpliva. Cesarica vdova je bila do svoje smrti  včasih resna in nepremostljiva ovira za izvajanje cesarjevih odlokov, v tistem trenutku pa je bila vojska trdno pod cesarjevim nadzorom. 
Istega leta je priljubljena priležnica cesarja Vuja Vej Dzifu zanosila, s čimer je oprala svoje ime in utišala vse politične sovražnike, ki so nameravali cesarjevo domnevno neplodnost izkoristiti kot izgovor za njegovo odstranitev. Liu An, ki je upal, da mu bo neplodnost mladega cesarja Vuja omogočila vzpon na prestol, je začel zanikati njeno nosečnost in nagradil vsakogar, ki mu je povedal, da je cesar Vu še brez otrok. 
Leta 135 pr. n. št. je velika cesarica vdova Dou umrla in s tem odstranila zadnjo večjo oviro ambicijam cesarja Vuja po reformah. 

## Širjenje cesarstva
Po smrti velike cesarice vdove Dou leta 135 pr. n. št. je imel cesar Vu popoln nadzor nad vlado. Koristi od njene smrti sta imela tudi Vujeva mati, cesarica vdova Vang, in njegov stric Tjan Fen. Oba sta bila vplivni osebi, vendar ne dovolj, da bi preprečila cesarjeva dejanja. 
Cesar Vu je začel vojaške pohode za ozemeljsko širitev cesarstva, kar je v zgodnji fazi skoraj uničilo njegov imperij. Vojske je poslal na vse meje cesarstva, razen na morje.

### Širjenje na jug
Osvojitev Minjueja
Po uspešnem manevru proti kraljestvu Minjue leta 138 pr. n. št. je cesar Vu prebivalce Dangana ponovno naselil v regijo med rekama Jangce in Huai.  
Leta 135 pr. n. št. je Minjue izkoristil prihod novega in neizkušenega kralja Džao Moja na prestol Nanjueja in ga napadel. Džao Mo je poiskal pomoč na dvoru Hana. Luo Jušan, mlajši brat kralja Minjueja, je v strahu pred intervencijo Hana izvedel državni udar in ubil kralja. Han je kljub temu napadel Minjue in ga po osvojitvi razdelil na dve kraljestvi: v Minjueju je vladal cesarjev pooblaščenec Dzou Čou, v Dongjueju pa Luo Jušan. 
Po koncu vojne so se čete Hana leta 111 pr. n. št. umaknile. Na dvoru Hana se je začelo razpravljati o napadu na Dongjue, vendar je bil napad preklicaN. Ko je kralj Dongjueja Luo Jušan za to izvedel, je postal samozavesten in ponosen in se odzval z uporom proti Hanom. Razglasil se je za cesarja in ukazal svojim generalom, da napadejo pokrajine pod nadzorom Hana. Hanska vojska je upor zatrla in kraljestvi Minjue in Dongjue priključila k svojemu cesarstvu.
Osvojitev Nanjueja
Med napadom Minjueja na Nanjue leta 135 pr. n. št., je Naujue zaprosil za pomoč cearstvo Han. Cesar Vu je kljub nekaj ugovorom tja poslal svojo vojsko in plemiči Minjueja so zaprosili za mir. Cesar Vu je Minjueju vsilil sistem dvojne monarhije, tako da je za kralja imenoval Luo Jingovega brata Luo Jušana in plemiča Dzou Čouja, s čimer je zagotovil notranji razdor v Minjueju. Kraljestvo je bilo po letu 111 pr. n. št. priključeno k cesarstvu Han 

### Vojne v severnih stepah
Vojaške napetosti  med Kitajsko in severnimi "barbari" so obstajale že dolgo pred cesarjem Vujem, predvsem zato, ker so bile rodovitne pokrajine privlačne tarče revnejših, a bolj militaristično razpoloženih nomadov. Grožnja, ki jo je za Šjongnuje predstavljala širitev cesarstva Čin proti severu, je nazadnje privedla do združitve številnih plemen v plemensko zvezo. Po koncu spora med Čujem in Hanom je cesar Gao iz Hana spoznal, da še ni dovolj močan, da bi se soočil s Šjongnuji. Zatekel se je k kompromisu (hečin), da bi ublažil sovražnost in pridobil čas, da se odpočije in opomore. Meje Hana so Šjongnuji kljub temu še naprej napadali naslednjih sedem desetletij. Po smrti svoje močne stare matere je cesar Vu odločil, da si je Han dovolj opomogel, da začne obsežno vojno. 
Uradno politiko miru je končal z bitko pri Majiju leta 133 pr. n. št., ki je vključevala spodleteli načrt, da bi 30.000 Šjongnujev zvabil v zasedo 300.000 vojakov Hana. Čeprav nobena stran ni utrpela nobenih žrtev, so se Šjongnuji maščevali z okrepitvijo  svojih mejnih napadov, zaradi česar so mnogi na dvoru Han opustili upanje na mir z njimi. 
Neuspeh majijske operacije je spodbudil cesarja Vuja, da je spremenil vojno doktrino svoje vojske: tradicionalno obrambno vojsko pešakov je pretvoril v zelo mobilno in ofenzivno konjenico, jo razširil in uril častnike iz svoje kraljeve garde. 
Po seriji porazov Vej Činga in Hou Čubinga med letoma 127 in 119 pr. n. št. so bili Šjongnuji pregnani iz puščave Ordos in gorovja Čilian. Dinastija Han je s temi ozemeljskimi pridobitvami odprla severno svilno pot in omogočila neposreden dostop do trgovanja s Srednjo Azijo. V cesarstvo Han so prišle visokokakovostne pasme konj iz Srednje Azije, vključno s slavnim ferganskim konjem, kar je dodatno okrepilo hansko vojsko. Cesar Vu je nato svojo strateško prednost okrepil z ustanovitvijo petih poveljstev, gradnjo utrjenega zidu in naselitvijo 700.000 kitajskih vojakov-naseljencev na obmejno ozemlje.
Po bitki pri Mobeju leta 119 pr. n. št. so sile Hana vdrle v severne dele puščave Gobi in prodrle do gorovja Khangaj. Čanjuje so prisilile, da so pobegnili severno od puščave Gobi.
Šjongnuji, destabilizirani in zaskrbljeni zaradi nadaljnjih napadov Hana, so se umaknili v južno Sibirijo, kjer so zaradi izgube živine zaradi ostrega podnebja stradali. Vojna je veliko stala tudi cesarstvo Han. Izgubilo je skoraj 80 % svojih bojnih konj in uvedlo nove dajatve, ki so še bolj obremenile kmete. Popis prebivalstva cesarstva je pokazal znaten upad zaradi lakote in beguncev, ki so se želeli izogniti plačevanju davkov.

### Pohodi na Korejski polotok
Cesar Vu je izvedel invazijo na sever Korejskega polotoka in ustanovil poveljstvo Canghai, vendar ga je leta 126 pr. n. št. opustil. Nekatere vojaške kolonije, ustanovljene v tistem času, so preživele do 4. stoletja in za seboj pustile različne posebej dobro ohranjene pogrebne predmete. Po osvojitvi Nanjueja leta 111 pr. n. št. je cesar Vu začel drugo invazijo na Korejski polotok in do leta 108 pr. n. št. osvojil kraljestvo Gojoseon v današnji Severni Koreji in Mandžuriji. Kitajski kolonisti Hana v poveljstvih Šuantu in Lelang v Severni Koreji so se pozneje borili proti pogostim napadom kraljestev Gogurjeo in Bujeo, vendar so se več stoletij ukvarjali z večinoma miroljubnim trgovanjem z okoliškimi korejskimi ljudstvi, na katera je imela kitajska kultura močan vpliv.

## Diplomacija in raziskovanja
Prvo raziskovanje Šijuja se je začelo leta 139 pr. n. št., ko je cesar Vu naročil Džang Čjanu, naj poišče kraljestvo Juedžev, ki je nastalo po njihovem  izgonu iz sodobne regije Gansu. Džang naj bi Juedže zvabil, da bi se z vojaško pomočjo Hana vrnili v dežele svojih prednikov in se borili proti Šjongnujem. Šjongnuji so  Džanga že na začetku poti ujeli, vendar mu je okoli leta 129 pr. n. št. uspelo pobegniti in priti do Juedžev v Samarkandu. Juedži se niso želeli vrniti, so pa s Hanov vzpostavili diplomatske odnose. Džang se je po ponovnem krajšem ujetništvu med Šjongnuji leta 126 pr. n. št. Vrnil v Čangan in o vsem poročal cesarju. Potem ko je princ Hunšjeja Hanu predal regijo Gansu, je bila pot do Šijuja odprta in začela se je redna izmenjava veleposlanikov med kraljestvoma Han in Šiju. 
Drug širitveni načrt cesarstva, usmerjen proti jugozahodu, je bil namenjen morebitni osvojitvi Nanjueja, ki je veljal za nezanesljivega vazala. Načrt je bil najprej podrediti  jugozahodna plemenska kraljestva, med katerimi je bilo največje Jelang, sedanji Dzunji, Gujdžov, in s tem utreti pot za morebiten napad v hrbet Nanjueja. Hanski veleposlanik Tang Meng je zagotovil naklonjenost plemenskih kraljestev z obdarovanjem njihovih kraljev. Cesar Vu je v današnjem Jibinu v Sečuanu ustanovil hansko poveljstvo, vendar ga je zaradi stalnih lokalnih uporov opustil. Po Džang Čjanovi vrnitvi z zahoda se je izkazalo, da je po tej poti laže priti do Šenduja (Indija) in Anšija (Partija). Opogumljen s poročilom je cesar Vu leta 122 pr. n. št. poslal veleposlanike, da bi Jelang in Dian (sodobni vzhodni Junan) ponovno prepričali v pokornost. 

## Religija
Han Gaodzu, ustanovitelj dinastije Han, je postavil šamane z območja nekdanje države Džin na območju sodobne province Šanši za uradne verske funkcionarje svojega novega cesarstva. Cesar Vu je častil božanstvo Tai Ji (ali Dong Huang Tai Ji), s katerim so ga seznanili njegovi šamanski svetovalci. Cesar je šel celo tako daleč, da je posebej za ta namen leta 118 pr. n. št zgradil kapelo "Hiša življenja" (šou gong) v svojem palačnem kompleksu Gančuan v današnjem Šjangjangu, Šaanši. Eden od verskih obredov, ki jih je organiziral cesar Vu, je bilo "žrtvovanje v predmestju". Cesar je v ta namen ukazal napisati tudi devetnajsti hvalnic z naslovom Himne za uporabo v žrtvovanju v predmestju. 
V tem času je cesar Vu začel kazati navdušenje nad nesmrtnostjo. Začel se je povezovati s čarovniki, ki so trdili, da bi z odkritjem ustreznih sestavin lahko ustvarili božanske tablete, ki bi podarile nesmrtnost. Cesar je druge za rabo magije strogo kaznoval. Ko se je leta 130 pr. n. št. na primer čarovnica Ču Fu poskušala obrniti na cesarico Čen, da bi jo naučila čarovništva in ljubezenskih urokov, s katerimi bi preklela cesarjevo soprogo Vei in si povrnila naklonjenost cesarja Vuja, je poslal Džang Tanga, naj usmrti Ču Fu zaradi čarovništva, ki je bilo v takrat nezakonito.

## Despotizem
Približno v istem času je cesar Vu začel zaupati predvsem tistim državnim uradnikom, ki so bili strogi pri kaznovanju, saj je verjel, da je strogost najučinkovitejša metoda za ohranjanje družbenega reda. Eden od njih, Ji Dzong, na primer, je postal guverner poveljstva Dingšjang v Notranji Mongoliji in usmrtil 200 zapornikov, čeprav niso zagrešili smrtnih zločinov. Za njimi je usmrtil še njihove prijatelje, ki so bili slučajno pri njih na obisku. Leta 122 pr. n. št. sta bila Liu An, princ in zaupanja vreden svetovalec cesarja Vuja, in njegov brat Liu Ci  obtožena načrtovanja izdaje. Storila sta samomor, njuni družini  in številni drugi domnevni sozarotniki pa so bili usmrčeni. Podobno so uradniki ukrepali proti drugim vazalnim knezom in do konca vladavine so bila vsa vazalna kraljestva politično in vojaško obglavljena.
Slavna nezakonita usmrtitev se je zgodila leta 117 pr. n. št., ko je bil minister za kmetijstvo Jan Ji lažno obtožen storitve zločina, čeprav je bil dejansko tarča, ker je pred tem užalil cesarja z nasprotovanjem načrtu za vsiljevanje dvojnih dajatev princem in markizom. Uradniki so bili prestrašeni in pripravljeni prilizovati se cesarju. 

### Nadaljnja širitev ozemlja, starost in paranoja
Po letu 113 pr. n. št. je cesar Vu še bolj zlorabljal svojo moč. Začel je obiskovati poveljstva, sprva v bližini Čangana, kasneje pa tudi veliko dlje, in častil različne bogove, morda spet v iskanju nesmrtnosti. Imel je vrsto čarovnikov, ki jih je bogato obdaroval. Enega je celo povišal v markiza in z njim poročil svojo hčerko. Čarovnik je bil kasneje razkrit kot goljuf in usmrčen. Izdatki cesarja Vuja za ta potovanja in čarovnike so močno obremenili državno zakladnico in povzročali težave guvernerjem poveljstev, ki niso mogli oskrbeti celotnega cesarjevega spremstva. Dva guvernerja sta zaradi tega naredila samomor. 
Leta 112 pr. n. št.  je v kraljestvu Nanjue (sodobni Guangdong, Guangši in severni Vietnam) izbruhnila kriza, ki je privedla do vojaškega posredovanja. Kralj Džao Šing in njegova mati kraljica vdova Džju, po poreklu Kitajka, sta se zavzemala za vključitev v cesarstvo Han. Temu je nasprotoval premier Lu Džja, ki je želel ohraniti neodvisnost kraljestva. Vu je v Nanjue poslal vojsko 2.000 mož, ki naj bi podprla kralja in kraljico, Lu pa je medtem izvedel državni udar, kralja in kraljico vdovo ubil in začel uničevati hansko vojsko. Han je zatem okrepil napad na Nanjue in leta 111 pr. n. št. zavzel prestolnico Nanjueja Panju. Kraljestvo je priključil k svojemu cesarstvu in ustanovil deset poveljstev. 
Istega leta se je Luo Jušan, eden od sokraljev Minjueja, zbal, da bo Han naslednjič napadel njegovo kraljestvo, zato je preventivno napadel Han in zavzel številna mesta v nekdanjem Nanjueju in drugih  mejnih poveljstvih. Leta 110 pr. n. št. je Luo Jušana njegov sokralj  Luo Džugu pod pritiskom Hana umoril in kraljestvo predal Hanu. Cesar Vu na tem ozemlju ni ustanovil svojih poveljstev in je namesto tega v regijo med rekama Jangce in Huai preselil svoje ljudi.
Kasneje istega leta je cesar Vu z velikimi stroški izvedel starodavno slovesnost žrtvovanja fengšan na gori  Tai, ki je vključevalo čaščenje neba in zemlje ter domnevno skrivno prošnjo bogovom neba in zemlje za nesmrtnost. Obred naj bi ponovil vsekih pet let, vendar ga je ponovil samo leta 98 pr. n. št. Zanj in za prince so bile zgrajene številne palače. 
Približno takrat je njegov kmetijski minister Sang Hongjang kot odziv na velike izdatke cesarja Vuja zasnoval načrt, ki so ga pozneje ponovile številne dinastije: ustanovil je državni monopol za sol in železo. Državna blagajna je ob nizkih cenah kupovala tudi druge dobrine in jih z dobičkom prodajala, ko so bile cene visoke. S tem je hkrati poskrbela, da nihanje cen ni bilo preveliko.
Leta 109 pr. n. št. je cesar Vu začel novo akcijo za širitev svojega ozemlja. Ker kralj  Joseona Ugeo, uradno vazal Hana, ni dovolil prehoda hanskih ambasadorjev preko svojega ozemlja, ga je cesar Vu napadel s kopnega in morja. Po propadlih mirovnih pogajanjih je leta 108 pr. n. št. zasedel Joseon in tam ustanovil štiri poveljstva. 
Istega leta je poslal svojo vojsko tudi proti kraljestvu Dian (sodobni vzhodni Junan) in ga nameraval zasesti. Ker se je kralj Diana predal brez boja, mu je bilo dovoljeno obdržati oblast in naziv. Cesar Vu je v Dianu in bližnjih kraljestvih ustanovil pet poveljstev. 
Leta 108 pr. n. št. je cesar Vu z vojsko prisilil v pokornost kraljestvi Loulan na severovzhodni meji puščave Takla Makan in Češi (sodobna regija Turpan, Šindžjang). Leta 105 pr. n. št. je cesar s poroko hanske  princese ustvaril močno in stabilno zavezništvo med Hanom in Vusunom. Leta 104 pr. n. št. je izbruhnila zloglasna vojna proti Dajuanu, ker ni izročil svojih najboljših konj in zaradi žalitve kralja usmrtil hanske veleposlanike. Leta 103 pr. n. št. je hanska vojska 20.000 kitajskih pešakov in 6.000 stepskih konjenikov brez ustrezne oskrbe naslednje leto doživela ponižujoč poraz. Naslednje leto ja Han ponovno napadel Dajuan, tokrat z vojsko 60.000 mož, in začel oblegati prestolnico tako, da je prekinil oskrbo z vodo. Dajuan je prisilil predati 3000 njihovih cenjenih konj. Zmaga je dodatno prestrašila kraljestva Šiju, da so se pokorila. 
Cesar Vu je poskušal ustrahovati tudi Šjongnuje, ki kjub mirovnim pogajanjem nikoli niso postali hanski vazali. Leta 103 pr. n. št. je njihova vojska obkolila in ujela celotno hansko vojsko in prvič po letu  119 pr. n. št. dosegla pomembno zmago. Po zmagi Hana nad Dajuanom leta 102 pr. n. št. je Šjongnuje zaskrbelo, da bi se Han lahko nato osredotočil izključno proti njim in so ponudili mir. Mirovna pogajanja so propadla, ko se je odkrilo, da je namestnik veleposlanika Hana Džang Šeng sodeloval pri atentatu na Čanju Čjedihova. Veleposlanik je bil dve desetletji priprt. Leta 99 pr. n. št. je cesar Vu poslal proti Šjongnujem novo vojsko, ki ni dosegla svojega cilja zdrobiti odpor Šjongnujev. Šjongnuji so hansko vojsko obkolili in prisilili generala Li Linga, da se je vdal. Ko je cesar leto kasneje izvedel, da general Li Ling usposablja vojake Šjongnujev, je ukazal usmrtiti Lijev klan. 
Cesar Vu je zelo zameril slavnemu zgodovinarji Sima Čjanu, da mu v Zapisih velikega zgotovinarja (Šidži) ni tako laskal kot je njegov oče laskal cesarju Džingu, in ga za kazen ukazal kastrirati. 
Leta 106 pr. n. št. je cesar Vu sklenil še bolje organizirati staro cesarstvo in  novo osvojena ozemlja in je svoj imperij razdelil na trinajst prefektur (džov, 州), vendar brez guvernerjev in  vlad. Namesto tega je vsaki prefekturi dodelil nadzornika, ki je stalno obiskoval poveljstva in kneževine v prefekturi, da bi odkril in raziskal korupcijo in nespoštovanje cesarskih odlokov. 
Leta 104 pr. n. št. je zgradil razkošno palačo Džjangdžang,  ki naj bi ga približala bogovom. Kasneje je prebival izključno v tej palači in ne v tradicionalni palači Veijang, zgrajeni med vladavino cesarja Gaoja. 
Okoli leta 100 pr. n. št. je zaradi visokih davkov in vojaških bremen, ki so bili posledica  nenehnih vojaških pohodov in razkošnega zapravljanja samega cesarja, po vsem cesarstvu izbruhnilo veliko kmečkih uporov. Cesar je izdal odlok, namenjen zatiranju kmečkih uporov: uradniki so za mir v svojih poveljstvih odgovarjali s svojo glavo. Edikt je imel ravno nasproten učinek: ker uporov ni bilo mogoče zatreti, so jih uradniki začeli prikrivati. Cesar je usmrtil tudi veliko ponarejevalcev denarja.
Leta 96 pr. n. št. so se začela preganjanja čarovništva. Cesar,  paranoičen zaradi nočnih mor in halucinacij, je ukazal obsežne preiskave z ostrimi kaznimi. Veliko ljudi, med njimi tudi številni visoki uradniki, je bilo obtoženih čarovništva in usmrčenih, običajno skupaj s celimi njihovimi klani. Na prvem sojenju se je sodilo takratnemu  predsedniku vlade Gongsun Heju, svaku cesarice Vej Dzifu, in njegovemu sinu Gongsun Džingšenu, prav tako cesarskemu uradniku, ki je bil aretiran zaradi korupcije. Oba obtožena sta bila usmrčena skupaj s celim njunim klanom. V tem procesu sta bili obtoženi čarovništva  tudi princesa Jangši, ki naj bi imela romantično razmerje s svojo sestrično, in princesa Džuji ter njun bratranec Vej Kang, najstarejši sin umrlega generala Vej Činga. Vsi obtoženi so bili usmrčeni leta 91 pr. n. št. Čarovniška preganjanja so se po cesarjevi smrti nadaljevala v bojih za nasledstvo in se sprevrgla v veliko katastrofo.

### Upor prestolonaslednika Džuja
Leta 94 pr. n. št. je cesarjeva najljubša priležnica, gospa Gouji, rodila najmlajšega cesarjevega sina Liu Fulinga. Ker je bil cesar star že 62 let in ker naj bi nosečnost trajala kar štirinajst mesecev, tako kot nosečnost za mitskega kralja Jaoja, je vrata Goujijine palače poimenoval "Vrata Jaojeve matere". Vse to je privedlo do špekulacij, da namerava cesar princa Fuling postaviti za prestolonaslednika. Za to njegovo namero ni bilo nobenega dokaza. 
Do te točke je obstajal prisrčen, čeprav nekoliko krhek odnos med cesarjem Vujem in njegovim prestolonaslednikom Džujem, ki morda ni bil tako ambiciozen, kot si je želel njegov oče. Cesar je v svoji odsotnosti oblast vedno prenesel na prestolonaslednika Džuja. Sčasoma so se med njima začela pojavljati nesoglasja. Džu je bil nagnjen k prizanesljivosti, Vujevi svetovalci, ostri in včasih podkupljivi uradniki, pa so zahtevali nasprotno. Po smrti Vej Činga leta 106 pr. n. št. in usmrtitvi Gongsun Heja princ Džu ni imel več močnih zaveznikov v vladi. Uradniki so ga začeli javno obrekovati in spletkariti proti njemu. Vse bolj osamljen je postajal tudi cesar Vu. 
Med zarotniki proti princu Džuju je bil Džjang Čong, novoimenovani vodja tajne obveščevalne službe, ki se je nekoč sprl z Džujem, ker je aretiral enega od njegovih pomočnikov zaradi zlorabe položaja. Drugi zarotnik je bil Su Ven, glavni evnuh, zadolžen za skrb za cesarske priležnice, ki je lažno obtožil princa, da je imel  prešuštniški odnos z eno od mlajših očetovih priležnic. 
Džjang in drugi so veliko pomembnih dvorjanov Hana obtožili čarovništva. Džjang in Su sta se odločila uporabiti čarovništvo kot izgovor, da se upreta samemu princu Džuju. Džjang je z odobritvijo cesarja Vuja preiskal več palač in domnevno iskal čarovniške predmete in na koncu v prinčevi palači "našel" podtaknjene čarovniške lutke in kose blaga s skrivnostnimi napisi. Šokiranemu princu Džuju  je njegov učitelj Ši De, ki je domneval, da je cesar Vu že mrtev, predlagal Džuju vstajo proti zarotnikom. Džu se je po nekaj oklevanja  odločil slediti Šijevemu predlogu. 
Princ Džu je poslal nekoga, ki se je izdajal za glasnika cesarja Vuja, da bi zvabil v past in aretiral Džjanga in druge zarotnike. Su je pobegnil, Džjanga pa je Džu obtožil sabotiranja njegovega odnosas z očetom in osebno ubil. S podporo svoje matere je Džu angažiral svoje stražarje, civiliste in ujetnike, da bi ga branili. 
Su je pobegnil v palačo Gančuan in princa Džuja obtožil izdaje. Cesar Vu, ki ni verjel Sujevim obtožbam, je poslal sla v Čangan, da pripelje princa Džuja na zagovor. Glasnik si ni upal oditi v Čangan, ampak je cesarju Vuju lažno poročal, da princ Džu izvaja državni udar. Razjarjeni cesar Vu je ukazal svojemu nečaku, predsedniku vlade Liu Čumaoju, naj zaduši upor. 
Ulične borbe v Čanganu so trajale pet dni in se končale s porazim upornikov. Princ Džu je bil po porazu prisiljen pobegniti iz prestolnice v spremstvu le dveh svojih sinov in nekaj osebnih stražarjev. Vse člane njegove družine, razen enomesečnega sina Liu Bingjija, so pobili. Prinčeva mati, cesarica Vej, je naredila samomor. Njihova trupla so malomarno pokopali na poljih brez ustreznih nagrobnih oznak. Podporniki princa Džuja so bili brutalno zatrti, civilisti, ki so mu pomagali, pa so bili izgnani. Usmrčena sta bila celo Tian Ren, uradni mestni vratar, ki ni preprečil Džujevega pobega, in Ren An, vojaški poveljnik, ki se ni odločil aktivno sodelovati pri zatiranju upora.  
Besni cesar Vu je ukazal, naj princa Džuja izsledijo in obljubil nagrado za njegovo glavo. Potem ko je nižji uradnik Linghu Mao tvegal svoje življenje in cesarju spregovoril v imenu princa Džuja, je cesarjeva jeza začela popuščati, prinčeve pomilostitve pa ni objavil. 
Princ Džu je pobegnil v okrožje Hu v Henanu in se zatekel v dom revne kmečke družine. Ker se je princ zavedal, da si njihovi dobrosrčni gostitelji ne morejo privoščiti vzdrževanja njega in njegovega spremstva, je poiskal pomoč pri starem prijatelju, ki je živel v bližini. Pohlepni lokalni uradniki, željni nagrade, so ga zato kmalu izsledili in obkolili. Ker princ ni videl možnosti za pobeg, se je obesil. Njegova dva sinova in družino, ki jih je nastanila, so vladni vojaki pobili. Lokalna uradnika Džang Fučang in Li Šov, ki sta vodila akcijo,  sta odnesla prinčevo truplo v Čangan, da bi od cesarja dobila nagrado. Cesar Vu, sicer zelo žalosten zaradi sinove smrti, je moral držati svojo obljubo in je uradnika nagradil. 

### Pozna vladavina in smrt
Lov na čarovnice se je nadaljeval tudi po Džjang Čongovi in Džijevi smrti in skupaj z ljubosumjem cesarice Vej Dzifu privedel do usmrtitve družine generala Li Linga zaradi izdaje. Med generalovim pohodom proti Šjongnujem leta 90 pr. n. št. ga je evnuh Guo Rang obtožil, da sta general in premier Liu Čumao, kovala zaroto z uporabo čarovništva proti cesarju Vuju. Liuja in njegovo družino so takoj aretirali in kasneje usmrtili, ko se je izvedelo, da je Li Ling prebegnil k Šjongnujem, pa so aretirali in usmrtili tudi njegovo družino. Li se je po smrti svoje družine poskušal upreti cesarju Vuju, vendar mu zaradi upora nekaj visokih častnikov to ni uspelo.  
V tem času je cesar Vu spoznal, da so obtožbe o čarovništvu pogosto lažne, zlasti v zvezi z uporom svojega prestolonaslednika, in prepoznal pravo ozadje njegovega upora. Suja je ukazal sežgati, Džjanga in njegovo družino pa usmrtiti. Obžalovanje stanja v državi ni spremenilo, zlasti potem, ko je Liu Bingji, edini preživeli potomec princa Džuja, v otroštvu umrl v zaporu. 
Ko se je politično prizorišče znatno spremenilo, se je cesar Vu vsemu narodu javno opravičil za svoje pretekle politične napake, kar je v zgodovini znano kot Luntajski edikt kesanja. Vojne in ozemeljska širitev so se na splošno ustavile. Politika in ideali, ki jih je podpiral prestolonaslednik Džu, so bili končno uresničeni, vendar šele po njegovi smrti. 
Okoli leta 88 pr. n. št. je cesar Vu resno zbolel. Ker je bil princ Džu mrtev, ni bilo jasno, kdo ga bo nasledil. Liu Dan, princ Jana, je bil najstarejši preživeli sin cesarja Vuja, vendar je cesar menil, da sta tako on kot njegov mlajši brat Liu Šu, princ Guanglinga, neprimerna, saj nobeden ni spoštoval zakonov. Odločil se je, da je edini primerni dedič njegov najmlajši sin Liu Fuling, ki je bil takrat star komaj šest let. Za njegovega morebitnega regenta je izbral Huo Guanga, za katerega je menil, da je sposoben in zvest. V strahu, da bo Fulingova mati po njegovi smrti postala neobvladljiva cesarica vdova s polno močjo kot njena predhodnica Lu, jo je ukazal usmrtiti. Na Huojev predlog je za sovladarja imenoval Šjongnuja Džin Midija in generala Šangguang Džjeja. Umrl je leta 87 pr. n. št., kmalu potem, ko je princ Fuling postal prestolonaslednik. Fuling je nato naslednjih 13 let vladal kot cesar Džao. 
Cesar je bil pokopan v gomili Maoling, najbolj znani med tako imenovanimi kitajskimi piramidami. Huo Guang je tja za mrtvega cesarja poslal 500 lepotic. Po ljudski legendi jih je bilo 200 usmrčenih zaradi spolnih odnosov s stražarji. Huojev klan je bil pozneje pobit, cesarjevo grobnico pa so izropali čimeji.

## Zapuščina
Zgodovinarji cesarja Vuja obravnavajo ambivalentno zaradi nekaj protislovnih poročil o njegovem življenju. Med svojo vladavino je približno podvojil velikost kitajskega imperija dinastije Han. Velik del priključenega ozemlja je zdaj del sodobne Ljudske republike Kitajske. Uradno je spodbujal konfucijanstvo, vendar je tako kot Čin Ši Huang uporabljal legalistični sistem nagrajevanja in kaznovanja upravljalcev svojega imperija. 
Cesar Vu naj bi bil ekstravaganten in vraževeren, zaradi česar je njegova politika postala breme za njegovo ljudstvo. Kot takega ga pogosto primerjajo s Čin Ši Huangom. Kazni za neuspehe in nelojalnost so bile pogosto izjemno stroge. Njegov oče je rešil številne udeležence upora sedmih držav pred usmrtitvijo in opravil nekaj dela pri gradnji njegove grobnice. Cesar Vu je pobil na tisoče ljudi in njihovih družin zaradi afere Liu Ana, hengšanov, preganjanje čarovništva in upora princa Džuja.
Za boj proti Šjongnujem je uporabil nekaj sorodnikov svojih žena, od katerih so nekateri postali uspešni in slavni generali. Obstajajo dokazi, da sta bila generala Vej Čing in Huo Čubin verjetno njegova ljubimca. Vej Čing je bil pokopan v cesarjevem mavzoleju. 
Svojo zadnjo kraljico je prisilil v samomor, ker je ukazala usmrtiti cesarjevega ljubimca Han Juana zaradi njegove domnevne afere z eno od dvornih služabnic. Od dvanajstih predsednikov vlad, ki jih je imenoval cesar Vu, so bili trije usmrčeni, dva pa sta naredila samomor, ko sta bila na položaju. Še en je bil usmrčen ob upokojitvi. Vzpostavil je številne posebne zapore in vanje zaprl skoraj dvesto tisoč oseb.
Politična reforma cesarja Vuja je okrepila njegovo oblast na račun avtoritete predsednika vlade. Delovno mesto šangšuja (sodni tajnik) je povzdignil iz zgolj vodenja dokumentov v cesarjevega tesnega svetovalca in tako je ostalo do konca cesarske dobe. 
Leta 140 pr. n.  št. je cesarski izpit opravilo več kot sto mladih učenjakov. Na izpite so prišli na priporočila uradnikov. Večina njih je bila brez plemiškega porekla. Dogodek je  imel velik vpliv na kitajsko zgodovino, saj je  označil uradni začetek uveljavitve konfucijanstva kot uradne cesarske doktrine. Več mladih učenjakov, ki so dosegli visoke ocene na izpitu, je kasneje postalo zaupanja vrednih svetovalcev cesarja Vuja.
Leta 136 pr. n. št. je cesar Vu ustanovil tisto, kar je postalo Cesarska univerza, ki je šolala študente za dobro usposobljene cesarske birokrate.

## Poezija
Različni pomembni vidiki hanske poezije so povezani s cesarjem Vujem in njegovim dvorom, vključno z njegovim neposrednim zanimanjem za poezijo in pokroviteljstvom pesnikov. Cesar Vu je bil tudi pokrovitelj književnosti in avtor številnih pesmi.   Dela, ki mu jih pripisujejo, se štejejo za dobro napisana, obstaja nekaj vprašanj o njihovem dejanskem avtorstvu.
Naslednja pesem je posvečena eni od njegovih pokojnih konkubin:
Zvok njenega svilenega krila je prenehal.
Na marmornem tlaku raste prah.
Njena prazna soba je hladna in mirna.
Odpadlo listje je nabrano ob vrata.
Kako naj umirim svoje boleče srce?
Cesar Vu je oživil zanimanje za poezijo ču ci, povezano s šamanizmom. Na dvoru je zaposloval pesnike in glasbenike, ki so pisali besedila in glasbo za različne predstave, in podpiral koreografe in šamane. Zelo všeč so mu bile razkošne predstave in obredni nastopi, zlasti nočni obredi, na katerih so številni pevci, glasbeniki in plesalci nastopali v svetlobi tisočerih bakel.
Slog fu, značilen za hansko poezijo, se je oblikoval na dvoru cesarja Vuja s pesnikom in uradnikom Sima Šjangrujem kot vodilno osebnostjo. Simovo začetno zanimanje za slog ču ci se je  kasneje umaknilo njegovemu zanimanju za bolj inovativne oblike poezije. Zdi se, da se je kasneje spremenil tudi cesarjev okus.
Še en pomemben prispevek cesarja Vuja k poeziji je bila ustanovitev cesarskega urada za glasbo (juefu) kot dela uradnega vladnega birokratskega aparata. Glasbeni urad, ustanovljen verjetno leta 120 pr. n. št., je bil zadolžen za zadeve, povezane z glasbo in poezijo, saj so besedila veljala za del glasbe. Tradicionalna kitajska  poezija se je namreč skandirala ali pela in ne izgovarjala ali recitirala kot proza.   
Urad za glasbo je zelo verjetno  obstajal že pred cesarjem Vujem, vendar ga je cesar Vu razširil kot del svoje vladne reorganizacije, spremenil njegov obseg in funkcijo ter ga morda preimenoval, da se zdi, da ga je ustanovil prav on. Urad za glasbo je po vsej državi zbiral ljudske pesmi in balade, pa tudi pesmi, ki naj bi temeljile na srednjeazijskih melodijah, in melodijah z novimi besedili.

## Družina
Žene in otroci:
- cesarica Čen Džjao iz klana Čen (166/165–ok. 110 pr. n. št.), prva sestrična, osebno ime Džjao
- cesarica Vej Dzifu iz klana Vej (u. 91 pr. n. št.), osebno ime Dzifu
  - najstarejša princesa Vej 
    - poročena s Cao Šjangom, markizom Pingjanga (u. 115 pr. n. št.), s katerim je imela sina
    - poročena z Luan Dajem, markizom Letonga (u. 112 pr. n. št.)

  - princesa Džuji (u. 91 pr. n. št.)
  - princesa Šiji (u. 91 pr. n. št.)
  - Liu Džu, kronski princ Veja (128–91 pr. n. št.), prvi sin
- Li Furen/gospa Li iz klana Li, osebno ime Jan
  - Liu Bo, princ Aj iz Čangjija (u. 88 pr. n. št.), peti sin
- gospa Govji iz klana Džao (113–88 pr. n. št.)
  - Liu Fuling, cesar Šjaodžao (94–74 pr. n. št.), šesti sin
- furen iz klana Vang (u. 121 pr. n. št.)
  - Liu Hong, princ Huaj iz Čija (123–110 pr. n. št.), drugi sin
- furen iz klana Jin
- gospa iz klana Šing, osebno ime Šinge
- gospa iz klana Li
  - Liu Dan, princ La iz Jana (u. 80 pr. n. št.), tretji sin
  - Liu Šu, princ Li iz Guanglinga (u. 54 pr. n. št.), četrti sin
- gongren iz klana Li, osebno ime Džuan
- neznana žena
  - princesa Eji (u. 80 pr. n. št.)
    - poročena, imela enega sina

  - princesa Jangši (u. 92 pr. n. št.)
  - princesa Jian

## Predniki
|  |                                         |  |  |  |  |  |  |  |  |  |  |  |  |  |  |  |
|  | Liu Tajgong (282–197 pr. n. št.)        |  |  |  |  |  |  |  |  |  |  |  |  |  |  |  |
|  |                                         |  |  |  |  |  |  |  |  |  |  |  |  |  |  |  |
|  |                                         |  |  |  |  |  |  |  |  |  |  |  |  |  |  |  |
|  | Gaodzu, cesar Hana (256–195 pr. n. št.) |  |  |  |  |  |  |  |  |  |  |  |  |  |  |  |
|  |                                         |  |  |  |  |  |  |  |  |  |  |  |  |  |  |  |
|  |                                         |  |  |  |  |  |  |  |  |  |  |  |  |  |  |  |
|  | cesarica Džaoling                       |  |  |  |  |  |  |  |  |  |  |  |  |  |  |  |
|  |                                         |  |  |  |  |  |  |  |  |  |  |  |  |  |  |  |
|  |                                         |  |  |  |  |  |  |  |  |  |  |  |  |  |  |  |
|  | Ven, cesar Hana (203–157 pr. n. št.)    |  |  |  |  |  |  |  |  |  |  |  |  |  |  |  |
|  |                                         |  |  |  |  |  |  |  |  |  |  |  |  |  |  |  |
|  |                                         |  |  |  |  |  |  |  |  |  |  |  |  |  |  |  |
|  | cesarica Gao (u. 155 pr. n. št.)        |  |  |  |  |  |  |  |  |  |  |  |  |  |  |  |
|  |                                         |  |  |  |  |  |  |  |  |  |  |  |  |  |  |  |
|  |                                         |  |  |  |  |  |  |  |  |  |  |  |  |  |  |  |
|  | gospa Vej                               |  |  |  |  |  |  |  |  |  |  |  |  |  |  |  |
|  |                                         |  |  |  |  |  |  |  |  |  |  |  |  |  |  |  |
|  |                                         |  |  |  |  |  |  |  |  |  |  |  |  |  |  |  |
|  | Džing, cesar Hana (188–141 pr. n. št.)  |  |  |  |  |  |  |  |  |  |  |  |  |  |  |  |
|  |                                         |  |  |  |  |  |  |  |  |  |  |  |  |  |  |  |
|  |                                         |  |  |  |  |  |  |  |  |  |  |  |  |  |  |  |
|  | Dov Čong                                |  |  |  |  |  |  |  |  |  |  |  |  |  |  |  |
|  |                                         |  |  |  |  |  |  |  |  |  |  |  |  |  |  |  |
|  |                                         |  |  |  |  |  |  |  |  |  |  |  |  |  |  |  |
|  | cesarica Šjaoven (u. 135 pr. n. št.)    |  |  |  |  |  |  |  |  |  |  |  |  |  |  |  |
|  |                                         |  |  |  |  |  |  |  |  |  |  |  |  |  |  |  |
|  |                                         |  |  |  |  |  |  |  |  |  |  |  |  |  |  |  |
|  | Vu, cesar Hana (157–87 pr. n. št.)      |  |  |  |  |  |  |  |  |  |  |  |  |  |  |  |
|  |                                         |  |  |  |  |  |  |  |  |  |  |  |  |  |  |  |
|  |                                         |  |  |  |  |  |  |  |  |  |  |  |  |  |  |  |
|  | Vang Džong                              |  |  |  |  |  |  |  |  |  |  |  |  |  |  |  |
|  |                                         |  |  |  |  |  |  |  |  |  |  |  |  |  |  |  |
|  |                                         |  |  |  |  |  |  |  |  |  |  |  |  |  |  |  |
|  | cesarica Vang Dži (u. 126 pr. n. št.)   |  |  |  |  |  |  |  |  |  |  |  |  |  |  |  |
|  |                                         |  |  |  |  |  |  |  |  |  |  |  |  |  |  |  |
|  |                                         |  |  |  |  |  |  |  |  |  |  |  |  |  |  |  |
|  | Dzang Tu (u. 202 pr. n. št.)            |  |  |  |  |  |  |  |  |  |  |  |  |  |  |  |
|  |                                         |  |  |  |  |  |  |  |  |  |  |  |  |  |  |  |
|  |                                         |  |  |  |  |  |  |  |  |  |  |  |  |  |  |  |
|  | Dzang Er                                |  |  |  |  |  |  |  |  |  |  |  |  |  |  |  |
|  |                                         |  |  |  |  |  |  |  |  |  |  |  |  |  |  |  |
|  |                                         |  |  |  |  |  |  |  |  |  |  |  |  |  |  |  |